# 阿斯基亚·琼斯
阿斯基亚·琼斯（英語：Askia Jones，1971年12月3日—），美国NBA联盟前职业篮球运动员。